# 733 f.Kr.
| 733 f.Kr.          |
| ------------------ |
| Dødsfald - Fødsler |

## Begivenheder
- Den græske bystat Korinth grundlægger byen Syrakus på Sicilien